# Sarcophaga smarti
Sarcophaga smarti är en tvåvingeart som beskrevs av Nandi 1991. Sarcophaga smarti ingår i släktet Sarcophaga och familjen köttflugor. Inga underarter finns listade i Catalogue of Life.